# Geertrui Mieke De Ketelaere
Geertrui Mieke De Ketelaere (14 december 1970) is ingenieur en promotor van ethische, betrouwbare en duurzame kunstmatige intelligentie (AI). In haar publiekspresentaties en boeken legt ze de nadruk op een eenvoudige uitleg van het begrip AI en geeft ze aan welke stappen nodig zijn voor een correcte en ethische verantwoorde manier van adoptie van deze technologie. Ze is adjunct-hoogleraar aan Vlerick Business School en parttime-directeur AI bij imec (IDLab).
De Ketelaere werd in 2021 benoemd tot Digital Mind voor de federale overheid. Ze is tevens een pleitbezorger en rolmodel voor diversiteit in de technologiesector.

## Biografie

### Persoonlijk leven en opleiding
Geertrui Mieke De Ketelaere werd in 1970 in België geboren als tweede kind. Na haar studies tot Master in de Industriële Ingenieurswetenschappen (Departement Elektromechanica) aan de KIHO (Gent), zette ze in 1992 haar studie voort om een Master in de Civiele Techniek (Departement Cybernetica) te worden aan de Technische Universiteit van Stuttgart in Duitsland. Tijdens deze studies maakte ze voor het eerst kennis met het domein van deep learning, een subdomein van kunstmatige intelligentie. In 1995 werd ze door de Universiteit van Auckland (Nieuw-Zeeland) uitgenodigd om te promoveren op het gebruik van kunstmatige intelligentie in de geneeskunde. Door een ethisch conflict met de specialisten in het ziekenhuis besloot De Ketelaere het onderzoek na een jaar stop te zetten.

### Loopbaan
De Ketelaere begon haar werkzame carrière in Nieuw-Zeeland als business analist bij QED Software. In 1999 keerde ze terug naar Europa om start-ups in Silicon Valley te ondersteunen bij hun plan om een dochteronderneming in Europa op te richten. Nadien volgde een rol bij CrossWorlds software, dat in 2002 door IBM werd overgenomen. Op dat moment besloot De Ketelaere terug te keren naar België, waar ze na een korte stop bij SAP vijf jaar bij Microsoft werkte in verschillende rollen.
In 2007 verhuisde ze naar SAS om in 2010 in dienst te treden bij Selligent. In 2011 keerde ze terug naar SAS. Tijdens deze jaren werkte De Ketelaere als gastdocent voor verschillende business schools, waaronder Vlerick, ISDI en Nyenrode.
Met de op dat moment aanstaande AVG-wet onderstreepte De Ketelaere de noodzaak van een ethische benadering van data en analytics.
In 2018 werd De Ketelaere door Trends genomineerd voor ICT Woman of the Year. Op basis van haar multidisciplinaire focus op data en AI, werd De Ketelaere geselecteerd als AI-expert om het Belgische voorstel voor de AI Community - AI4Belgium, te schrijven onder leiding van premier Alexander De Croo. In mei 2019 aanvaardde zij een rol als Director AI bij IMEC.
Begin 2021 bracht De Ketelaere haar eerste boek uit, Mens versus Machine, waarin ze de hype rond AI demystificeert en in eenvoudige terminologie uitlegt wat AI in onze samenleving betekent. Ze werd in hetzelfde jaar aangesteld als digital mind in het federaal kabinet van staatssecretaris voor Digitalisering, Mathieu Michel, en werd medio 2021 zelfstandig adviseur. Ze vervolgde parttime haar rol als AI Director bij IMEC IDLab, en treedt zelf op als AI-vertaler en expert voor verschillende bedrijven en wordt in deze rol ook regelmatig gevraagd in de media voor interviews, opiniestukken en als keynote speaker. Ze werd in november 2021 door Vlerick aangesteld als adjunct-hoogleraar kunstmatige intelligentie.
Naast een humaan-ethische toepassing van AI bepleit De Ketelaere tevens ecologisch-duurzaam gebruik van deze technologie.

## Publicaties
- De Ketelaere, Geertrui Mieke (2020). Mens versus machine. Pelckmans Uitgevers. ISBN 9789463370912.
- De Ketelaere, Geertrui Mieke (2021). Homme versus machine. Pelckmans Uitgevers. ISBN 9789464013276.
- De Ketelaere, Geertrui Mieke (2021). Wanted: Human-AI Translators. Pelckmans Uitgevers. ISBN 9789464013269.